# Finncon

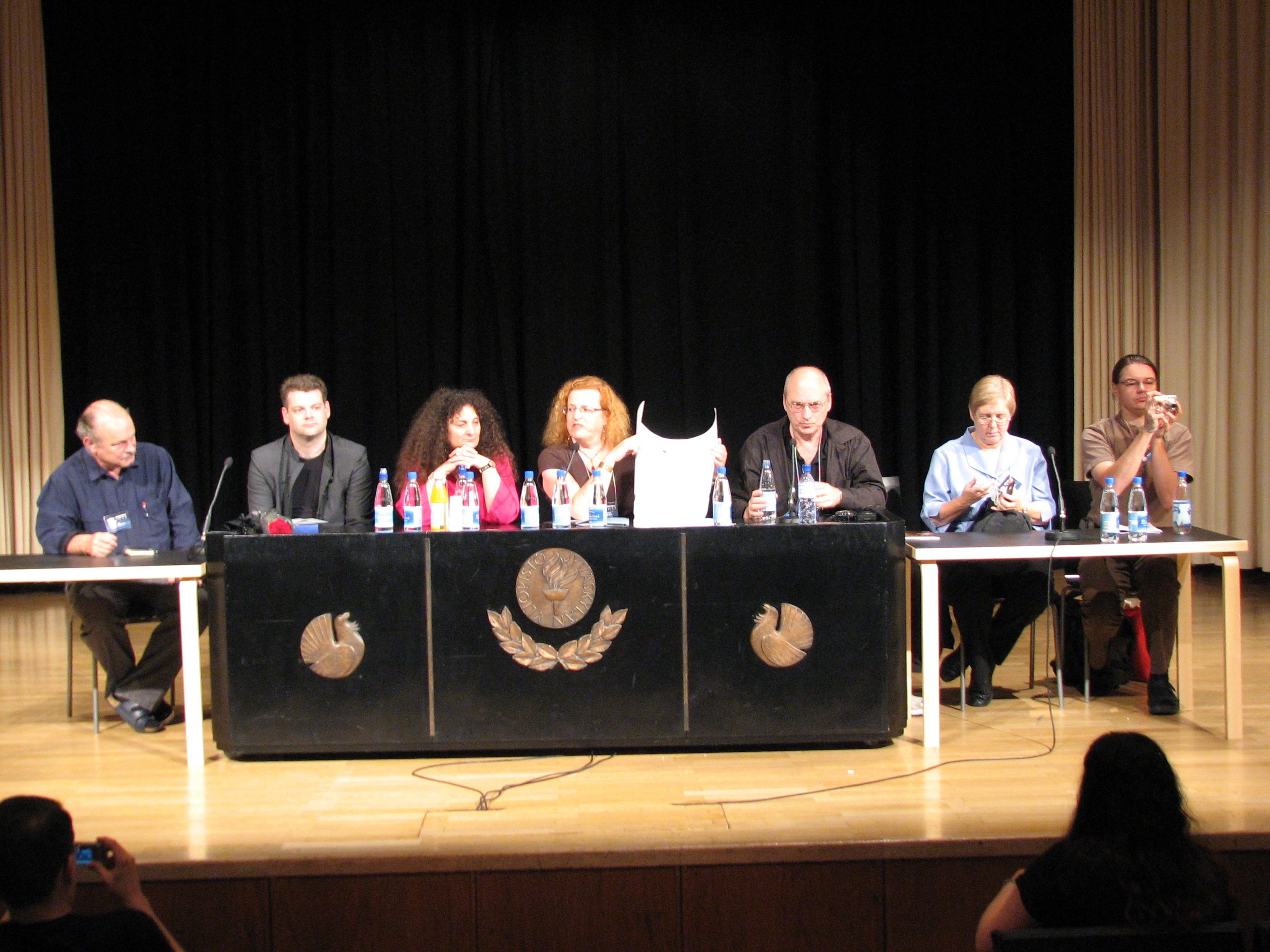
Invitados de honor del Finncon 2007

Finncon es la convención de ciencia ficción más grande de Finlandia.

## Características
Con más de 15.000 participantes, es esta una de las más grandes convenciones de su tipo en Europa, siendo también única en su tipo toda vez que no requiere el pago por participación o membresía, siendo financiada principalmente con aportes de fondos destinados a la cultura e ingreso de patrocinadores. El evento es organizado anualmente en diferentes ciudades de Finlandia.
Desde 2003-2009 y 2011, la Finncon incluyó a la denominada AnimeCon, otra convención pero dedicada al animé, y que ha permitido impulsar la asistencia a la cita, así como incrementado su visibilidad pública significativamente, aunque dicha unión es incierta post 2011 (el año 2010 la Finncon no incluyó a la AnimeCon).

## Lista de Finncons
|    | Año  | Lugar     | Invitado(s) de Honor                                                                  | Notas                                         |
| -- | ---- | --------- | ------------------------------------------------------------------------------------- | --------------------------------------------- |
| 1  | 1986 | Helsinki  | Brian Aldiss                                                                          |                                               |
| 2  | 1989 | Helsinki  | John Brunner y Tom Ölander                                                            |                                               |
| 3  | 1991 | Helsinki  | Iain Banks                                                                            | -                                             |
| 4  | 1993 | Helsinki  | Terry Pratchett y Bryan Talbot                                                        |                                               |
| 5  | 1995 | Jyväskylä | Bruce Sterling, Vonda McIntyre y Storm Constantine                                    |                                               |
| 6  | 1997 | Helsinki  | Norman Spinrad y Ian McDonald                                                         |                                               |
| 7  | 1999 | Turku     | Connie Willis y Philip Pullman                                                        |                                               |
| 8  | 2000 | Helsinki  | Neil Gaiman, Stephen Baxter y Ken MacLeod                                             |                                               |
| 9  | 2001 | Jyväskylä | Jonathan Carroll, David Langford, Stelarc, Richard Stallman y Johanna Sinisalo        | El evento fue también el Baltcon              |
| 10 | 2003 | Turku     | Michael Swanwick, Jonathan Clements, Steve Sansweet y Karolina Bjällerstedt Mickos    | El evento fue también el Eurocon y el Baltcon |
| 11 | 2004 | Jyväskylä | Robin Hobb, Gwyneth Jones, John Clute, Cheryl Morgan                                  | El evento fue también el AnimeCon finlandés   |
| 12 | 2006 | Helsinki  | Jeff VanderMeer, Risto Isomäki, Justina Robson y Rickard Berghorn                     | El evento fue también el AnimeCon finlandés   |
| 13 | 2007 | Jyväskylä | Ellen Datlow, Joe Haldeman, Gay Haldeman, Elizabeth Hand, Cheryl Morgan y Ben Roimola | El evento fue también el AnimeCon finlandés   |
| 14 | 2008 | Tampere   | Petri Hiltunen, Charles Vess, Farah Mendlesohn y M. John Harrison                     | El evento fue también el AnimeCon finlandés   |
| 15 | 2009 | Helsinki  | George R. R. Martin, Alastair Reynolds, Adam Roberts y Jari Lehtinen                  | El evento fue también el AnimeCon finlandés   |
| 16 | 2010 | Jyväskylä | Ellen Kushner, Pat Cadigan, Sari Peltoniemi y Liisa Rantalaiho                        |                                               |
| 17 | 2011 | Turku     | Nalo Hopkinson, Richard Morgan, Himeka y Yukihiro Notsu                               | El evento fue también el AnimeCon finlandés   |
| 18 | 2012 | Tampere   | Lois McMaster Fujold, Liz Williams y Irma Hirsjärvi                                   |                                               |
| 19 | 2013 | Helsinki  | Aliette de Bodard, J. Pekka Mäkelä, Peter Watts y Stefan Ekman                        |                                               |
| 20 | 2014 | Jyväskylä | Elizabeth Bear, Hannu Rajaniemi y Jukka Halme                                         |                                               |
| 21 | 2016 | Tampere   | Jasper Fforde, Anne Leinonen, Catherynne M. Valente y Eeva-Liisa Tenhunen             |                                               |
| 22 | 2018 | Turku     | Lauren Beukes, Maria Turtschaninoff, y Merja Polvinen                                 |                                               |
| 23 | 2019 | Jyväskylä | Charles Stross, Kersti Juva, Raine Koskimaa y Cheryl Morgan                           |                                               |
| 24 | 2020 | Tampere   |                                                                                       |                                               |